# Emperor Tomato Ketchup
Emperor Tomato Ketchup es un álbum de estudio de la banda inglesa de post-rock Stereolab. El álbum fue editado en el año 1996 y fue muy bien recibido por la crítica y el underground. Este lanzamiento encuentra al grupo expandiendo su estilo con elementos de hip-hop, jazz, dub y música dance, y creando arreglos instrumentales más complejos pero siguiendo en la dirección pop de su álbum anterior, Mars Audiac Quintet. La banda contó con el aporte de John McEntire, miembro del grupo Tortoise, quien produjo el álbum y tocó en el mismo. El nombre del álbum proviene de la película del año 1971 Tomato Kecchappu Kôtei, del director japonés Shuji Terayama.

## Recepción crítica
El álbum fue muy bien recibido por la crítica. Stephen Thomas Erlewine, de la Allmusic, afirmó que el álbum se destaca por su complejidad pero que debido a sus melodías pop al mismo tiempo "nunca es frío ni inaccesible". Stephan Davet, del diario francés Le Monde, sostuvo que veía en Emperor Tomato Ketchup influencias de diversos artistas tales como The Velvet Underground, Burt Bacharach y Françoise Hardy.
La publicación de internet Pitchfork ubicó a Emperor Tomato Ketchup en el puesto #51 de su lista de los "Top 100 Albums of the 1990s" ("Los 100 Mejores Álbumes de los años 1990"), argumentando que este álbum se destaca en la discografía de Stereolab por ser su "declaración más concluyente y recomendada" y por su sonido "único" y "futurista".

## Lista de temas
Todas las canciones fueron escritas por Laetitia Sadier y Tim Gane, salvo "Percolator" (Gane/O'Hagan/Sadier).
1. "Metronomic Underground" – 7:55
2. "Cybele's Reverie" – 4:42
3. "Percolator" – 3:47
4. "Les Yper-Sound" – 4:05
5. "Spark Plug" – 2:29
6. "OLV 26" – 5:42
7. "The Noise of Carpet" – 3:05
8. "Tomorrow Is Already Here" – 4:56
9. "Emperor Tomato Ketchup" – 4:37
10. "Monstre Sacre" – 3:44
11. "Motoroller Scalatron" – 3:48
12. "Slow Fast Hazel" – 3:53
13. "Anonymous Collective" – 4:32